# Eumelea constricta
Eumelea constricta là một loài bướm đêm trong họ Geometridae.